# Тимар
Тимар је назив за феуд у Османском царству који је доносио до 20.000 аспри прихода годишње. Држава (односно султан) као врховни власник земљишта давала је тимаре (као и друге веће феуде) уз обавезу да тимарски спахија (сахиби-тимар) врши одређену војну службу, да на сваких 3.000 аспри годишњег прихода даје за рат једног коњаника и да сам иде у рат. Спахија није имао стварно право власништва над тимаром (спахилук) и није га могао отуђити (продати) већ је од њега је добијао само ренту. Тимар је укинут 1834. године. Корисник тимара називао се и тимариот.

## Историја
Тимарски систем је био један од стубова војног и друштвено-економског система Османског царства. Термин „тимар“ је персијског порекла и значи „бринути се, водити бригу о нечему“. Узор тимарском систему османска влада нашла је у предосманским муслиманским државама, пре свега у Селџучком царству, Абасидском калифату и Ирану (Персији). Тимарски систем имао је и неке одлике словенских и византијских институција, што се види из употребе термина „баштина“. Османско царство је тимарски систем могло завести само у областима које су биле под чврстом конролом Порте; дакле у европским и малоазијским деловима Царства. Тимарски систем није постојао у Египту, Абисинији (Етиопији), Багдаду, Басри; у том погледу ове области имале су неку врсту аутономије, односно, у њима су задржани ранији имовински односи. 
У складу са шеријатом, освојене области припадале су султану лично. Била је то „миријска“, односно државна земља. Изузетак представљају мулкови (слободна имања) и вакуфи (територије намењене издржавању задужбина). Током Сулејманове владавине, 1528. године, 80 до 90% земље чинила је миријска земља. Султан је делио миријску земљу у лено ситном војничком племству, спахијама. Лена спахија делила су се на тимаре (доносе годишњи приход од 20.000 акчи), зеамете (20-100.000 акчи) и хасове (преко 100.000 акчи). Обичан тимарник у Царству располагао је са свега неколико стотина акчи годишњег прихода. Тимари су додељивани бератима. Веће је додељивала централна власт, а тимаре са приходом до 6000 акчи додељивао је беглербег. Основни задатак тимарског система било је обезбеђење велике војске, без улагања већих новчаних средстава. Османска држава, као и њене претходнице, патиле су од недостатка кованог новца. Сељак порез није могао плаћати у новцу, већ у натури. Због тога је држава порезе у натури уступала војницима, спахијама, у замену за одређене обавезе, пре свега војне. Византијско царство је имало сличну институцију, пронију. 
Посматрано површно, тимарски систем подсећа на западноевропски феудални систем. Међутим, постоје битне разлике. Земља је била државна и њеној апсолутној контроли над земљом (са изузетком мулка) ништа не стоји на путу. Тимарник није био власник земље; од султана добија десетак и друге порезе, а не територију или сељаке. Тимарник располаже и добрима са свог тимара (ливада, воћњак, млинови). Уколико тимарник лоше врши војну службу, тимар му је могао бити одузет. Раја, за разлику од сељака на западу, није била везана за земљу, већ ју је под одређеним околностима могла напустити. Изузетак је известан број ортагџија, који није имао право на слободу кретања. Право тимарника да врати сељака који је побегао застаревало је након 15 година. Такође, сељак који се у граду почео бавити неким занатом није могао бити враћен, већ је тимарнику плаћао одређену накнаду. Ако неко друго лице замени одбеглог сељака, сељак такође није могао бити враћен. 
У Османском царству, права над земљом била су подељена између султана, спахије и раје. Султан је био власник земље, спахија власник прихода са земље, док је раја имала права на коришћење све док земљу обрађује. Спахија је живео на селу где је био извор његових прихода. Он се старао о одржању реда и мира на локалном нивоу. Старао се и о спровођењу закона на нивоу села. Живео је на рачун раје која обрађује земљу. 
Порта тимарнику није остављала тимар на управу дуже од 3 године. Тимар, уз одређене изузетке, није био наследан, до 16. века, када је Порта прихватила да тимарник свој посед може да пренесе на свог сина. Тимарника је могао наследити син уколико овај погине у рату, и то у року од седам година. Кандидат би Порти послао захтев, а затим би чекао на додељивање у својству аспиранта, док тимар не буде на располагању. Тада га је добијао од беглербега. 
Тимаре и зеамете добијали су заслужни ратници као неку врсту одликовања. У 15. веку многи тимарници били су хришћански поданици Царства, Срби, Грци, Румуни и Јермени. Основна сврха тимарског система била је у издржавању спахија као коњичких војника. Спахије су били витезови Османског царства, а њихове обавезе зависиле су од висине прихода тимара. Од висине прихода зависила је врста наоружања којим је спахија морао бити опремљен (да опреми коња, носи лук, штит, сабљу, копље, буздован и штит) и број војника које је требало да поведе са собом у ратне походе (по једног опремљеног војника, џелебџију, са шатором на сваких три хиљада акчи годишњег прихода). Тимарник је и сам морао кренути у ратни поход, сем у случају малолетства и болести, када би послао једног џелебџију као свог заменика. Спахије су биле мобилисане током читавог похода (март-новембар). Када се заврши ратна сезона, спахија се враћа на свој тимар. 
Постојала је разлика између хришћанске и муслиманске раје. Земљиште које је држала хришћанска раја обично је називано баштином, а земљиште муслиманске раје чифтлуком. Хришћанска раја која је обрађивала земљу плаћала је свом тимарнику лични порез – испенџу. Она је износила 25 акчи по мушкој глави и плаћала се почетком марта. Муслиманска раја плаћала је порез на свој чифтлук (22 акче годишње – ресми чифт). Без обзира на верску припадност, раја је плаћала ушур (десетину) на годишње производе жита, воћа, поврћа, воска, меда и др. Главни намет кога је немуслиманско становништво плаћало држави био је харал или џизија. Њега плаћају сви одрасли способни мушкарци, а њена висина се више пута мењала. Џизија је био главни порез кога је убирала држава. 
Највећи лено у Османском царству био је хас, кога су у Царству поседовали султани, султаније, чланови султанове породице. Износили су преко 100.000 акчи годишњег прихода. Хас једног беглербега износио је милион до милион и петсто хиљада акчи прихода, док је санџакбегов износио између 500.000 и 1.000.000 акчи. Поседник хаса је на сваких 5000 акчи водио по једног џелебџију. 
Временом, након завршетка владавина моћних султана из 16. века, долази до слабљења османске државе и, упоредо са тиме, слабљења тимарског система. Као и претходно, у Абасидском калифату и Византијском царству, долази до борби између појединца и државе око поседовања земље. Када држава слаби, површина земље у приватном власништву или вакуфи се повећавају, а самим тим, територија миријске земље се смањује. Спахије, посебно у западним областима, временом узурпирају државну земљу стварањем тзв. оџаклук-тимара, односно наследних тимара. Беговска титула прелази и на наследника. Тимари престају да буду плата спахија и постају поседи османског племства. Стварају се и чифтлуци, где се власник који узурпира земљу поставља између државе и сељака. Он плаћа ренту коју је сељак дужан да исплати држави, а сам од сељака узима далеко већу ренту. И поред кварења тимарског система, Османско царство није патило од несташице производа са својих села све до почетка 20. века. Једно од основних начела Царства било је да се цела земља мора обрађивати ради одржавања што веће војске. 